# シムシティ3000
『シムシティ3000』（SimCity 3000）は、1999年3月5日にエレクトロニック・アーツから発売された都市経営シミュレーションゲーム。シムシティシリーズの第3作である。
本項では、『シムシティ3000』のシステムをベースに開発された『シムシティDS』および『シムシティDS2 ～古代から未来へ続くまち～』についても記述する。

## 概要
前作『シムシティ2000』からグラフィックが大きく向上するとともに、多くの都市サービスが追加された。前作の都市データを引き継ぐことも可能であるが、仕様の差異によっては都市が正常に機能しない場合もある。
最初に発売されたバージョンにはサウンドトラックCDが付属している。作曲はジェリー・マーティンらが担当し、ジャズ風の15曲が搭載されている。このサウンドトラックは2007年、iTunes StoreにおいてEA Games Soundtrack名義でリリースされた。
のちに、Windows XPに正式対応した『シムシティ3000 XP』、その廉価版である『EA Best Selections シムシティ3000 XP』も発売された。
1マスは約64m四方となっている。

### 『2000』からの変更点
- ゴミ処理の概念が追加。ゴミは埋立地や焼却炉、リサイクルセンター、エネルギー焼却炉に運搬され、処理される。
- 農業地区が追加。低密度工業地区に汚染がほとんどない場合にのみ発展する。
- 中密度地区が追加。また、道路から住宅地区は4マス、商業地区は3マス、工業地区は5マス以内にないと発展しない。
- 地区や建物は、それぞれ5マス以内に隣り合っていれば電力が供給されるようになった。ただし、水道は水道管から7マス以内でないと隣り合っていたとしても供給されない。
- 発電所や水道施設などの寿命（耐用年数）は、容量の限界に達した状態で使い続けると減少するようになった。
- 電気、水、ゴミ処理を近隣都市と売買取引できるようになった。ただし、プレイヤーから取引を持ちかけることはできず、近隣都市からこちらの容量に余力があると購入取引が、不足気味だと売却取引がそれぞれ持ちかけられる。
- 地価は最終的に都市の中心部が最も高くなるようになっている。
- 毎年一定の収入を得る特殊建造物を誘致できるようになった。ただし、犯罪の増加や汚染など、都市の発展を妨げる要素を持っている。
- 各分野別に助言を行うアドバイザーが登場。財政・運輸・都市計画・環境・公共・厚生・公益の7人の担当がいる。
- 市民が新しい建築物や条例の制定を請願してくるようになった。
- 専用の建築ツールを使ってオリジナルの建物が作成可能になり、自分で考案したビルを建設していくことができる[2]。
- アドバイザーからの助言や公益施設の容量限界に達した際の警告メッセージなどが流れるニュースティッカーが追加された。
- 現実世界に実在するランドマークを建設できるようになった。建設費は無料だが、都市の発展には影響を与えない。
- 道路や線路をシム（住民）や自動車が行き交う様子が再現されるようになった。また、日本語版では車が左側通行で描写されるようになった。
- 地下鉄と水道管のマップが分離されたため、互いに妨げずに引くことができるようになった。
- 水質汚濁の概念が追加。水処理施設は都市に供給する水の汚染を取り除く浄水場に相当する施設になった。
- 通貨単位はドルから、本シリーズ架空の通貨であるシムオリオン（en:Simoleon、記号：§）に変更された。
- 水力発電所、教会、アルコロジーは廃止。
- マップの総面積は「2000」の4倍[2]。
- 一部のボーナス施設には年ごとに表記される内容が変更されるジョークが存在する。
- 天候システムを廃止、ポンプやソーラー発電所の出力計算は単純化された
- マイクロ発電所に関連した災害の廃止

### モード
新しい都市
都市の名前、市長の名前、難易度、開始年度、都市のサイズ、地形や樹木などを設定して一から都市を開発するモード。
スターター・タウン
ある程度開発されたモデル都市のデータを読み込んで、手を加えていくモード。オリジナル版はシナリオは存在せず、自由に開発できる。
都市データ
都市のセーブデータや前作のデータを読み込む。
地形データ
世界の都市の地形をモデルにした地形データを読み込む。
設定
アニメーションや画面解像度、BGMやサウンド音量を変更する。

### 登場する建物
区画
住宅地区、商業地区、工業地区（それぞれ低・中・高密度がある）、埋立地区、海港、空港
交通
道路、高速道路（道路、ランプ）、バス停、鉄道（線路、駅）、地下鉄（線路、駅）、地下鉄↔鉄道
公益設備
送電線、水道管
発電所
石炭発電所、石油発電所、ガス発電所、原子力発電所、風車、ソーラー発電所、マイクロ波発電所、核融合発電所
水道施設
ポンプ場、貯水塔、水処理施設、脱塩施設
ゴミ処理施設
リサイクルセンター、焼却炉、エネルギー焼却炉
公共・特別
警察署、刑務所、消防署、病院、学校、大学、図書館、博物館、小さな公園、大きな公園、噴水、池、運動場、マリーナ、動物園、野球場、ランドマーク
ボーナス
市長官邸、シティホール、銅像、市立裁判所、株式取引所、芸術劇場、一流大学、軍事基地、軍需工場、医療研究センター、科学研究センター、灯台、間欠泉公園、カントリークラブ、スタジアム、テーマパーク、宇宙港、シムシティ城；（特別収入が入るが地域に悪影響のある建物）有毒廃棄物変換工場、ギガモール、カジノ、最高警備の刑務所

## シムシティ3000 スペシャルエディション
シムシティ3000の拡張パックとして発売された。システムはオリジナル版を踏襲しているが、いくつかの新機能が搭載されている。オリジナル版プレイヤー向けに、アップグレード版の『シムシティ3000 スペシャルエディション アップグレードキット』も発売されたが、こちらはその後発売されたWindows XP対応版や廉価版には対応していない。今作はコピーガード機能としてシリアルナンバーが同梱された。Loki Software社によるLinux移植版が日本語版も含めて開発されていたが、Loki社が経営破綻したため開発中止となった。

### スペシャルエディションでの主な追加要素
- 建造物をプレイヤーをプレイヤーが自らデザインできる『デザインキット』を搭載。
- シナリオモードが追加された。シナリオは最初から用意されているもののほか、『シナリオクリエーター』を使ってプレイヤーが作成することもできる。
- 建築様式はオリジナル版のアメリカ風に加え、ヨーロッパ風、アジア風の3種類から選べるようになった。
- 災害、ランドマークの種類が増えた。
- 地面・樹木の種類が変更できるようになった。

## シムシティDS
シムシティDS（SimCity DS）は、2007年2月22日に発売されたシリーズ初のニンテンドーDS向け都市開発シミュレーションゲーム。システムや建物デザインは『3000』がベースとなっている。開発は日本法人のエレクトロニック・アーツ株式会社とシンソフィアが行ったため、発売は日本が最も早かった。ニンテンドーDSのタッチペンと2画面を活用した操作環境が特徴で、マイクなどを使ったミニゲームなども搭載している。一方で、標高の概念や地下マップ及び地下の建造物、条例などの要素が削除されている。マップの大きさは128マス×128マスのみで、『3000』の中サイズにあたる。都市のセーブデータは1つのみ。
日本版では建物デザインや市民、アドバイザーは日本独自となっている。建物デザインは『3000 スペシャルエディション』のものが使用されている。シムシティDSにもアドバイザーは存在するが、『3000』のような各分野ごとに一人ずついるのではなく、数名のアドバイザーの中から選んだ1人が全分野についてアドバイスする。
初期出荷数が少なく直後から入手困難な状況が続いたが、2007年3月14日に再出荷された。

### モード
新市長誕生
都市の名前、市長の名前、マップを選択して都市を開発していく基本モード。『3000』でいう「新しい都市」にあたる。マップは地形のほか難易度も設定されており、超初級、初級、中級、上級の4つがある。難易度の違いは開始時の所持金の金額によって決まっており、超初級の場合はあらかじめ必要最低限の都市が完成した状態からスタートする。
都市を救え
日本の各地方が抱えている様々な問題を解決するモードで、俗にいうシナリオモード。シナリオ内容は自然災害から復旧させるものや、慢性的な交通渋滞から脱却するものなどさまざまだが、人口を一定まで増加させることに関しては共通である。クリアすると各地方の都道府県のランドマークとして城が入手でき、「ミュージアム」モードで設定すると「新市長誕生」モードで建設することが可能になる。
ミュージアム
登場する建造物や「都市を救え」で手に入れた城などを鑑賞できるモード。
チュートリアル
遊び方を確認するモード。解説はアドバイザーでもあるMr.マキシスが行う。
すれちがい通信
「新市長誕生」で設定した都市の発展具合を基に生成された手紙を、ランドマークを同封してすれちがった相手に送信できるモード。
オプション
災害難易度や音量を変更したり、記録データを削除（初期化）できる。

## シムシティDS2 ～古代から未来へ続くまち～
『シムシティDS』をベースにしたアレンジ版。時代の概念を取り入れた「チャレンジモード」が搭載された。また、都市のスナップショットを撮ることができ、すれ違い通信機能を使ってスナップショットを他の人と交換することができる。
今作でアドバイザーを務めるMr.マキシスは、古代や各ステージの冒頭にのみ登場。その他の場面では住民が陳情という形で市長室を訪れ、新たに設置できる建造物の説明とアドバイスを行う。

### チャレンジモード
人類の歴史を再現した本作の主要モード。古代から始まり、中世、近代、現代、未来の順に進んでいく。各時代で与えられたノルマを達成すると、前の時代で造った都市の区画を引き継いで次の時代に進むことができる。時代が進むごとに建てられる公共施設が増え、同時に各時代特有の問題が発生していく。それらを通じてインフラの役割や問題の対処法などが段階を踏んで学べるようになっており、一種のチュートリアルの役目を果たしている。次の時代に進むことができるようになっても、引き続きその時代のプレイを続けることも可能で、さらに各時代での条件を満たせばフリープレイ用のマップが解禁される。
最終ステージは地球温暖化によって陸地の大半が水没した空想の未来が舞台となるが、プロデューサーの村上貴宏によれば「私たちがもっとも避けなければいけない未来のビジョン」として敢えてオーバーな表現で用意したもので、「環境に対して少しでも強い危機感を持ってほしい」というメッセージを込めるとともに、「いま何をしなければいけないのか」を考えるきっかけになることを願っているという。
各時代にはそれぞれ「時代のしょうちょう」と呼ばれるモニュメントがあり、クリア条件50％達成で設置でき、クリアと同時に完成する。
古代
古代と中世のみ、電力に代わって食料の供給が必須となる。除去ツールが存在しないため、プレイヤーが樹木や道路、建造物を任意に撤去することはできない。また、税金および予算の概念も存在しない。
古代あけぼの時代
チャレンジモード最初のステージ。人類が狩猟などで得た食料で生活していた原始時代が舞台。まだ文明が十分に発達していない状況の中で、集団を大きくしていくことが目的となる。
初期状態で存在する食料源（狩場、漁場）は時間経過で消滅するため、水稲農地を設置して食料源を確保する必要がある。
クリア後はプレイヤーの選択によって、「ニッポンかいこく時代」と「ヨーロッパげいじゅつ時代」のいずれかに分岐する。
時代のしょうちょうはバベルの塔。

中世
住宅・商業・農工業の需要を示す「RCIメーター」が出現し、税金および予算の概念も導入される。除去を含む整地ツールが使用できるようになり、警察署や消防署、学校といった公共施設も設置可能になる。
ニッポンかいこく時代
武士や町人が暮らす江戸時代の日本が舞台。末期には開国のイベントが発生する。クリア後は「ニッポンせいちょう時代」に進む。
時代のしょうちょうは五重の塔。

ヨーロッパげいじゅつ時代
科学技術が発展したルネサンス期のヨーロッパが舞台。クリア後は「ヨーロッパさんぎょう時代」に進むが、造船所が存在する場合は「アメリカはんえい時代」への分岐も可能。
時代のしょうちょうはノートルダム大聖堂。

近代
食料が必要なくなる反面、電力および水道の供給が必須となる。鉄道、娯楽施設などが設置可能になる。
支持率が一定の数値になると「支持率アップクイズ」が発生し、時代に応じたクイズが3問出題され、正解数に応じて支持率がアップする。
ニッポンせいちょう時代
第二次世界大戦での敗戦から立ち直りつつあった高度経済成長期の日本が舞台。
時代のしょうちょうは東京タワー。

ヨーロッパさんぎょう時代
産業革命によって様々な技術が劇的な発展を遂げていた時代のヨーロッパが舞台。
時代のしょうちょうはエッフェル塔。

アメリカはんえい時代
財閥の巨大企業が産業を発展させていた時代のアメリカ合衆国が舞台。
時代のしょうちょうはエンパイアステートビル。

現代
現代おんだんか時代
地球温暖化問題が顕在化しつつある現代が舞台。これまでに経由してきた時代によって、発生する災害や一部の建築物などが異なる。
時代のしょうちょうは東京都庁舎（ニッポンせいちょう時代経由）、メッセタワー（ヨーロッパさんぎょう時代経由）、ゲートウェイアーチ（アメリカはんえい時代経由）のいずれか。

未来
「現代おんだんか時代」で一定の条件を満たすと進むことが可能。
おんだんかのけつまつ
地球温暖化が著しく進行した未来が舞台。海面上昇の影響で地表の大半は水没しており、地区は水上に設置することになる。
マップ全体に汚染（大気汚染、水質汚濁）が広がっており、「古生代の木」を植えてこれを浄化することが目的となる。汚染を一定以上浄化するとクリア。
時代のしょうちょうは「生命の木」。

## シムシティ クリエイター
シムシティ クリエイターは2008年9月25日に発売された、シリーズ初のWii専用ソフトである。これまでのシムシティにはなかった曲線道路や、建てた周辺の街並みを変える「ヒーロービルディング」、シナリオモード、プレイヤー自ら起こす災害、都市を乗り物で眺めるといった要素が追加されている。Wiiのスペックを活かした視点変更や綿密になった描写が可能になった。シムシティ4のように、ほとんどの公共施設に維持費が課されるようになったため、難易度は前作より高くなっているが、フリープレイの場合は難易度を『チート』、『初級』、『中級』、『上級』から選ぶことができ、開始時の資金などが異なる。チートの場合は都市の中心部の開始時の地価が高くなっている。ニンテンドーWi-Fiコネクションにも対応しており、決まっている目標値を目指して都市開発を行う『街づくりコンテスト』などのコンテンツを楽しめるようになっている。

### モード
フリープレイ
フリープレイでは、プレイヤーが市長となって、自由に町作りを楽しめる。マップ全体をセーブするには32ブロック必要で、町のサイズの、小が1ブロック、中が4ブロック、大が8ブロック使用する。町はマップの好きなところに作ることができる。難易度は、「チート」・「初級」・「中級」・「上級」から選ぶことができ、それぞれ最初の資金がちがう。町の名前等も自由に設定できる。町作りのアドバイスをする、アドバイザーを選択したら、町作りが始まる。
ミッション
ミッションでは、達成すべき目標を目指して町作りをする。目標は「環境にやさしい町」や「30万人達成」等様々。クリアすると、建築可能な建築物が増える等の特典がある。
思い出アルバム
思い出アルバムでは、フリープレイの記録や、フリープレイで撮った町の写真を見ることができる。
コレクション
コレクションでは、見たことのある建物や聞いたことのあるBGM等が見られたり聞けたりする。
チュートリアル
チュートリアルでは、町作りをするための基礎を学ぶことができる。
オプション
オプションでは、ゲーム設定や、初期化等が行える。
まち作りコンテスト
ニンテンドーWi-Fiコネクションを利用して、目標に沿った町作りを行う。ミッションに似ているが、ほかのプレイヤーと競い合うことができる。

### 地区
地区は、住宅地区・商業地区・工業地区がある。それぞれ、低密度・中密度・高密度があるす。密度が高いほど、地区の発展が遅くなる。地区の発展には地価が関係していて、地価が高いほど地区が発展しやすくなる。他にも、ゴミを埋め立てる埋立地区がある。

### 資金・取引
町の主な収入は税金である。税率を自由に設定することができるが、あまり上げすぎると住民が出ていってしまう。このゲームではなかなか黒字にならず、税率のコントロールが難しいのも特徴の一つである。また、建物の維持費なども高いので、財政面では苦労する。債券を発行することもできるが、月々一定額を支払わなければならず、利子もつく。電力・水・ゴミは近隣の町と売買することもできる。

## スマートフォン版
エレクトロニック・アーツは2008年12月、App StoreにてiPhone、iPod touchに移植した「Sim City」をリリースした。建物のグラフィック、BGMは3000と同一であるが、システムの一部は簡略化されている。2010年7月、グラフィック、BGMをシムシティ4のものに変更し、シナリオモードを搭載した『SimCity Deluxe』に差し替えられた。また、このバージョンからiPhone 4以降やiPod touch 第4世代に搭載されているRetinaディスプレイに対応した。その後iPad版「SimCity Deluxe for iPad」も登場しているが、iPad 第3世代に搭載されているRetina Displayには対応しなかった。2011年11月7日にはAndroidにも移植されたが、2014年12月16日にiOS/Android両対応のSimCity BuildItがリリースされたことに伴い、現在はApp Store/Google Playストアから削除されている。

## 関連書籍
- シムシティ3000 コンプリートガイドブック ISBN 978-4766931006
- シムシティ3000 公式戦略ガイド ISBN 978-4839902018
- シムシティ3000 徹底攻略ガイド ISBN 978-4797309478
- シムシティ3000 スペシャルエディション 公式ガイドブック ISBN 978-4766936216
- シムシティDS2 カンペキサポートガイド ISBN 978-4757741492